# 야마오카 겐지

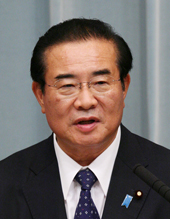

야마오카 겐지(일본어: 山岡賢次, 1943년 4월 25일, 도치기현 ~)는 일본의 정치인이다. 민주당 소속 중의원 의원, 국무대신이며, 노다 내각에서 국가공안위원회 위원장, 내각부 특명담당대신 (소비자와 식품 안전 담당) 을 맡고 있다. 이전에는 참의원 의원, 자유당 국회대책위원장, 중의원 농림수산위원장, 민주당 부대표, 민주당 국회 대책 위원장 등을 역임하였다.
| 전임 나카노 간세이 | 일본 국가공안위원회 위원장 2011년 ~ 2012년 | 후임 마쓰바라 진 |

| 전임 호소노 고시 | 일본 특명담당대신 (소비자와 식품 안전 담당) 2011년 ~ 2012년 | 후임 마쓰바라 진 |

| 전임 다카키 요시아키 | 중의원 농림수산위원장 2004년 ~ 2005년 | 후임 이나바 야마토 |

| 전임 다카키 요시아키 | 민주당 국회대책위원장 2007년 ~ 2010년 | 후임 다루토코 신지 |